# Stubbarna (naturreservat)
Stubbarna är ett naturreservat i Bergs kommun i Jämtlands län.
Området är naturskyddat sedan 2002 och är 24 hektar stort. Reservatet omfattar västra sluttningen till höjden Stubbarna och består av granar och björkar. 